# Institut per al Desenvolupament i la Promoció de l'Alt Pirineu i Aran
L'Institut per al Desenvolupament i la Promoció de l'Alt Pirineu i Aran (IDAPA) és un institut constituït com a instrument per impulsar el desenvolupament dels territoris de muntanya de Catalunya. L'IDAPA fou creat a partir de l'aprovació, per part del Parlament de Catalunya, de la llei 28/2002 del 30 de desembre amb la unanimitat de tots els grups polítics.
La creació d'aquest ens rau a partir de la premissa que els territoris de l'Alt Pirineu català: Alta Ribagorça, Alt Urgell, Cerdanya, Pallars Jussà, Pallars Sobirà i Aran, constitueixen una unitat territorial amb una especificitat pròpia. I així poder atendre necessitats sanitàries, turisme de muntanya, agrícoles, ramaderes, forestals, comunicacions i infraestructures, ensenyament i hàbitat rural.
Els objectius de l'ens són:
1. Impuls i difusió del mateix Institut
2. Concertació de les polítiques de telecomunicacions
3. Promoció turística de la regió
4. Promoció del senderisme.
5. Impuls de la ramaderia ecològica
6. Impuls del Pla territorial de l'Alt Pirineu i Aran

Pere Josep Porta i Colom n'és el director des del 2011.